# اس‌ام‌اس کارلسروهه
اس‌ام‌اس کارلسروهه (به انگلیسی: SMS Karlsruhe) یک کشتی بود که طول آن ۱۴۲٫۲ متر (۴۶۶ فوت ۶ اینچ) بود. این کشتی در سال ۱۹۱۲ ساخته شد.